# Hugo von Reichenau
Hugo, auch Hug, (* im 9. Jahrhundert; † 914) war 913 Abt des Klosters Reichenau.
Hugo war 913 der 18. Abt der Reichenau und war lediglich ein Jahr im Amt. Er starb 914.